# تشارلز لوتون
تشارلز لوتون (Charles Laughton) (ولِدَ في 1 يوليو 1899 وتوفي في 15 ديسمبر 1962) كان ممثلاً أمريكيًا ولِدَ في إنجلترا وشارك في أفلامٍ سينمائية وأعمالٍ مسرحية كما عمِلَ مخرجًا أيضًا وأخرج فيلم واحد وهو فيلم ليلة الصياد.
تدرب لوتون في لندن بالأكاديمية الملكية للفنون المسرحية (RADA) وظهر أول مرة على المسرح كممثل محترف عام 1926. وأدى مجموعة كبيرة من الأجزاء الكلاسيكية والحديثة وأحدث بذلك تأثيرًا عظيمًا في الدراما الشكسبيرية على مسرح فيك القديم. وانطلق عمله السينمائي به إلى هوليوود، ولكنه مع ذلك تعاون مع ألكسندر كوردا في بعضٍ من أكثر الأفلام البريطانية البارزة في ذلك العصر، ومنها فيلم الحياة الخاصة لهنري الثامن.
ومن بين أكبر أعمال لوتون السينمائية الناجحة: فيلم آل باريت من شارع ويمبول The Barretts of Wimpole Street ، وفيلم Mutiny on the Bounty، وفيلم راغلز من ريد غاب Ruggles of Red Gap ، وفيلم نُزُل جامايكا Jamaica Inn ، وفيلم أحدب نوتردام The Hunchback of Notre Dame ، وفيلم الساعة الكبيرة The Big Clock .
وتوجه لوتون في مشواره الفني لاحقًا إلى الإخراج المسرحي، ومن أبرز أعماله مسرحية عصيان الحاكم العسكري كين Caine Mutiny Court-Martial ، ومسرحية دون خوان في الجحيم لبرنارد شو ، والذي شارك في بطولتها أيضًا.

## حياته الخاصة
التقى في عام 1927 زوجته المستقبلية إيلسا لانشستر أثناء عرض مسرحي، قضى معها باقي حياته وعملا معًا حتى وفاته. وقد أثار زواجهما غير المنتج للأطفال الكثير من النميمة حولهما، مع بعض التكهنات حول الفاعلية الجنسية التي كان يتمتع بها لوتون.

## وصلات خارجية
- Official website
- تشارلز لوتون على موقع IMDb (الإنجليزية)
- تشارلز لوتون على موقع الموسوعة البريطانية (الإنجليزية)
- تشارلز لوتون على موقع روتن توميتوز (الإنجليزية)
- تشارلز لوتون على موقع مونزينجر (الألمانية)
- تشارلز لوتون على موقع ألو سيني (الفرنسية)
- تشارلز لوتون على موقع ميوزك برينز (الإنجليزية)
- تشارلز لوتون على موقع تيرنر كلاسيك موفيز (الإنجليزية)
- تشارلز لوتون على موقع أول موفي (الإنجليزية)
- تشارلز لوتون على موقع قاعدة بيانات برودواي على الإنترنت (الإنجليزية)
- تشارلز لوتون على موقع قاعدة بيانات الأفلام السويدية (السويدية)
- Rooting for Laughton: Laughtonians of the world, unite! (Weblog)
- Gay Greats
- Call him Jack...Thank you for introducing me to Charles Laughton and to Life with a capital L!